# 白带栉笋螺
白带栉笋螺（学名：Duplicaria albozonata），是新腹足目笋螺科栉笋螺属的一种。主要分布于韩国、台湾，常栖息在浅海砂底。